# Iravadanallur
Iravadanallur es una  ciudad censal situada en el distrito de Madurai en el estado de Tamil Nadu (India). Su población es de 7423 habitantes (2011). Se encuentra a 4 km de Madurai.

## Demografía
Según el censo de 2011 la población de Iravadanallur era de 7423 habitantes, de los cuales 3728 eran hombres y 3695 eran mujeres. Iravadanallur tiene una tasa media de alfabetización del 87,71%, superior a la media estatal del 80,09%: la alfabetización masculina es del 92,69%, y la alfabetización femenina del 82,69%.